# 김종환 (축구인)
김종환(한국 한자: 金鐘煥, 1962년 11월 15일 ~ )은 대한민국의 전 축구 선수이며, 포지션은 공격수였는데 프로축구 1호 임의탈퇴선수로 기록됐다.